# Луис Лопес
Луѝс Алфрѐдо Ло̀пес Фло̀рес (на испански: Luis Alfredo López Flores) е професионален футболист от Хондурас. Играе на поста централен нападател, понякога изтеглен леко назад. За националния си отбор има 1 мач.

## Клубна кариера
Луис Лопес започва кариерата си в Депортиво Маратон. На 17 декември 2008 г. преминава в мексиканския Алакранес де Дуранго. За този клуб играе 10 мача и вкарва два гола, преди да премине в Ботев (Пловдив) през септември 2009.